# Vincenz Karl von Auersperg

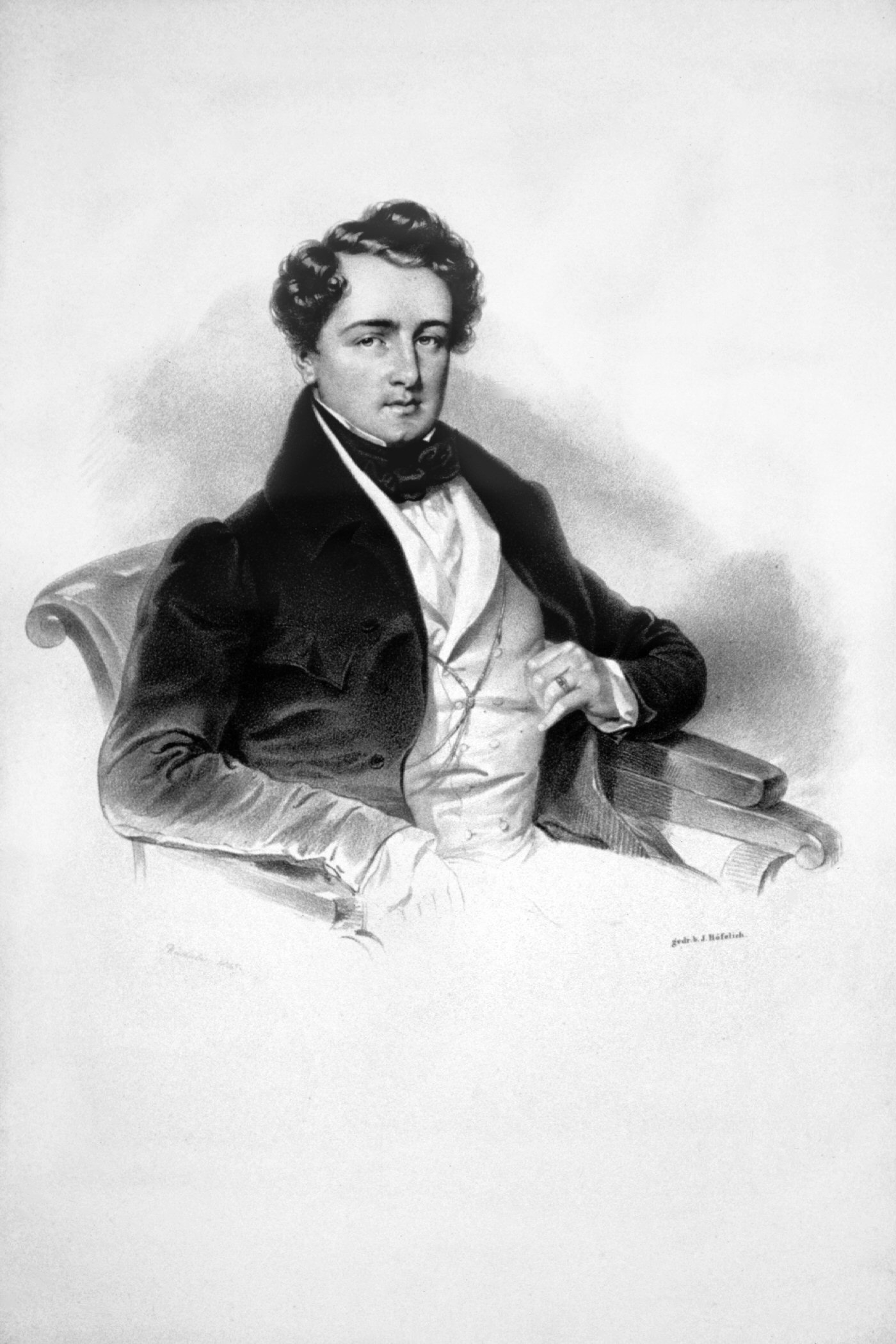
Bildnis von Vincenz Karl von Auersperg, 1835 (Lithografie von Josef Kriehuber)

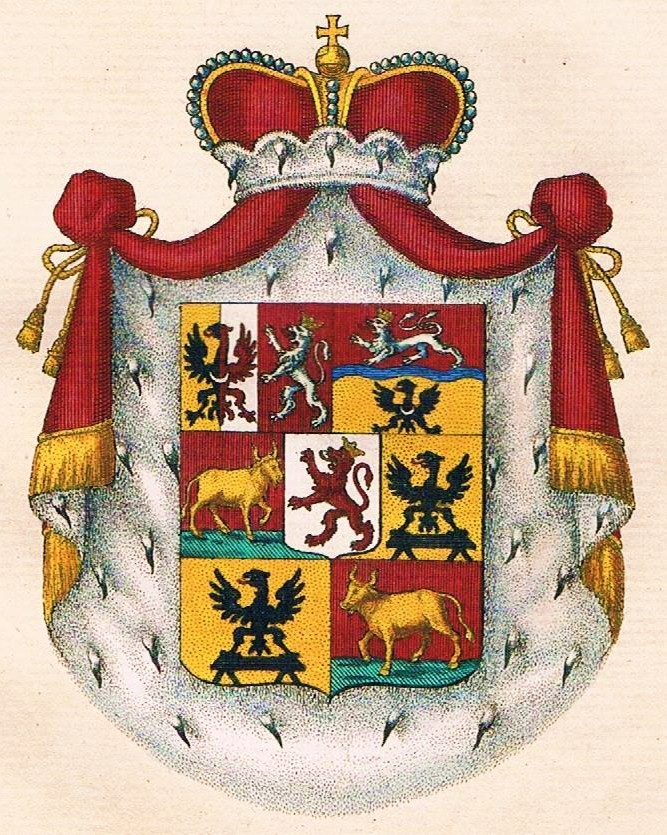
Wappen der Fürsten von Auersberg

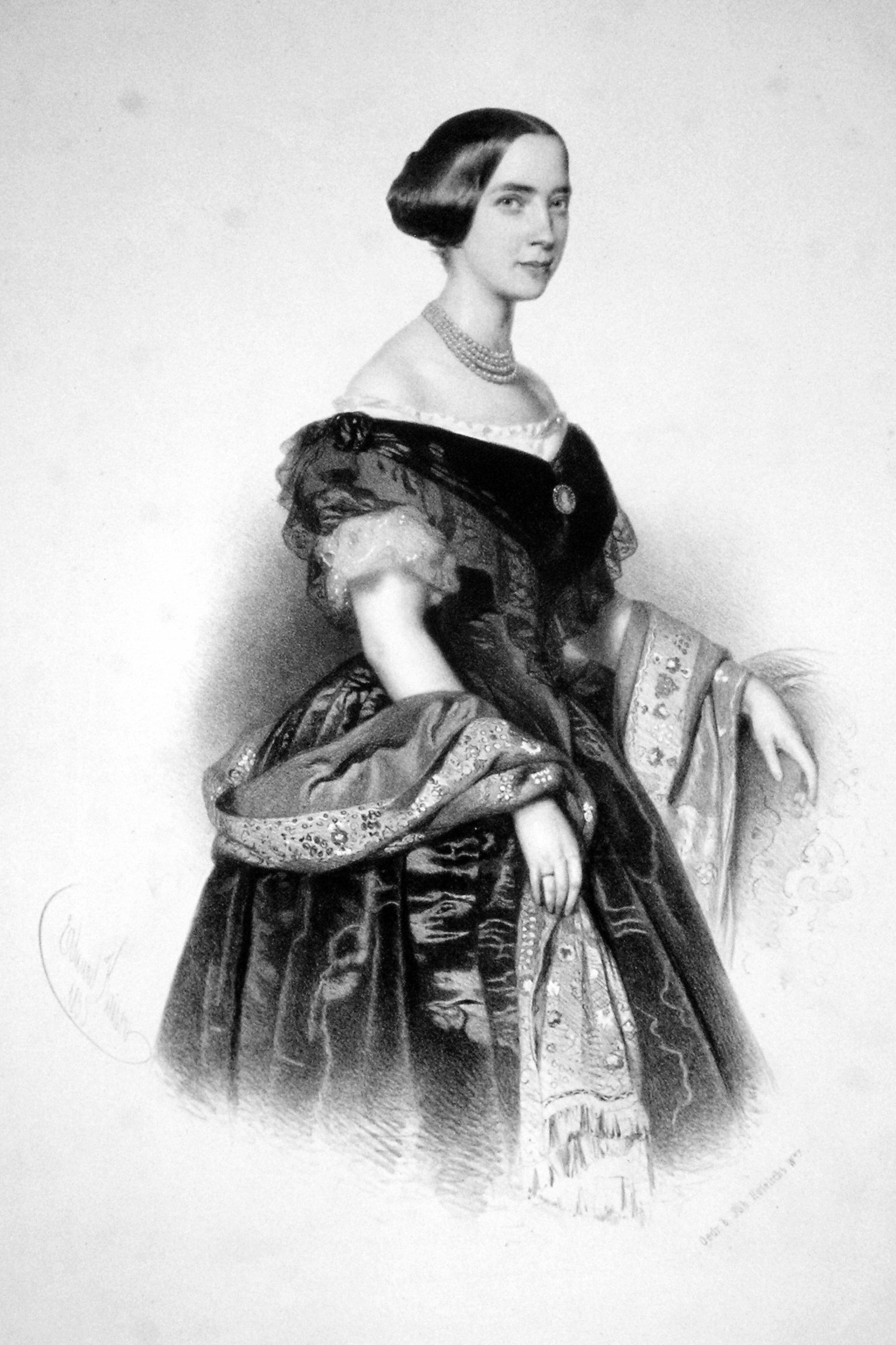
Bildnis von Wilhelmine von Colloredo-Mannsfeld (* 1826; † 1898), die Ehefrau von Vincenz Karl von Auersperg, 1855 (Lithografie von Eduard Kaiser)

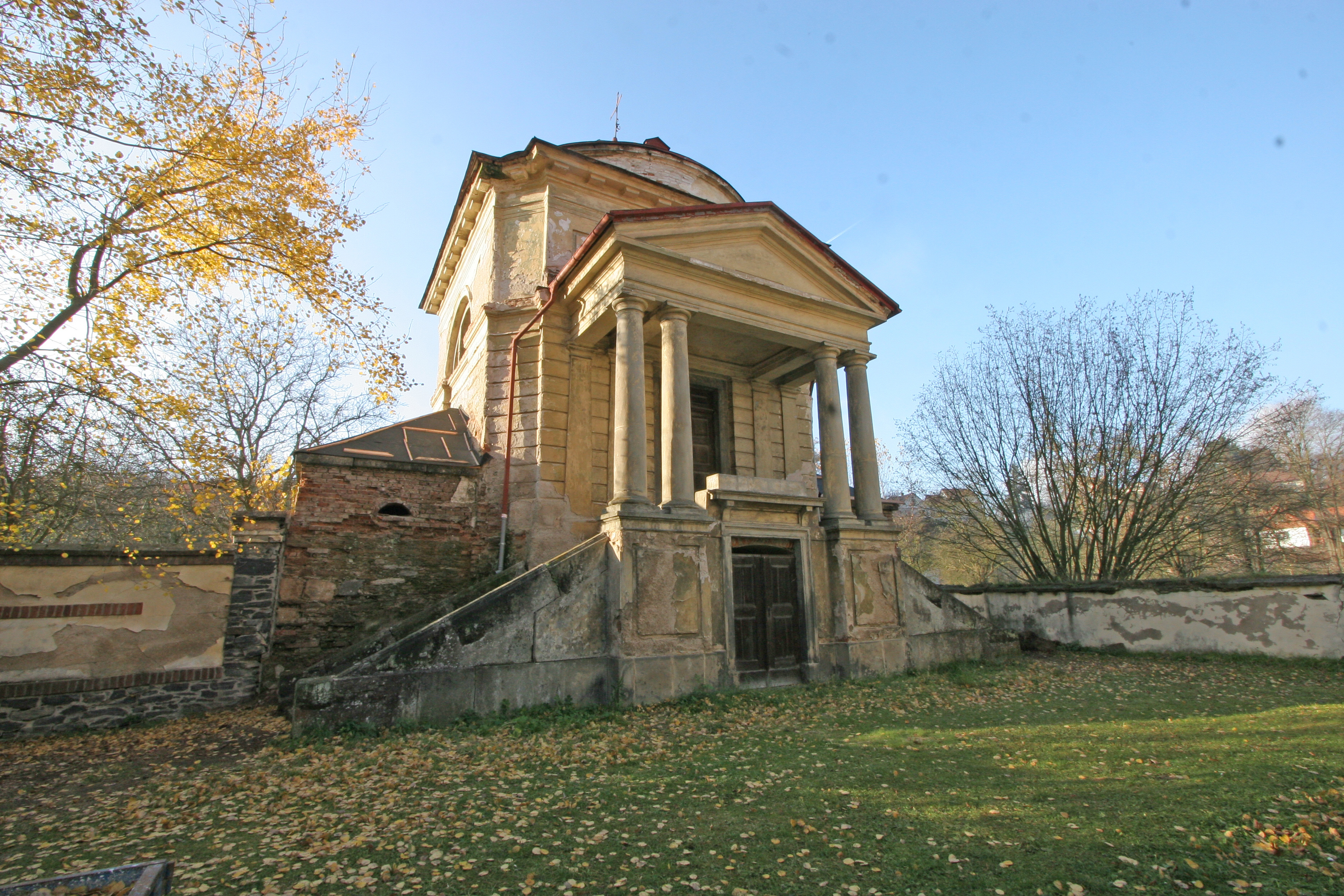
Die Grabkapelle zum heiligen Kreuz neben der Pfarrkirche Mariä Geburt in Žleby, der Bestattungsort von Vincenz Karl von Auersperg und seiner Frau Wilhelmine von Colloredo-Mannsfeld

Vincenz Karl Joseph Gabriel Heinrich Fürst von Auersperg (* 15. Juli 1812 in Dornbach; † 7. Juli 1867 in Hietzing) war ein österreichischer Hofbeamter und Politiker. Auersperg wurde 1861 von Kaiser Franz Joseph I. zum Mitglied des Herrenhauses und 1863 zum Oberstkämmerer ernannt.

## Leben

### Familie
Vincenz Karl Joseph Gabriel Heinrich Fürst von Auersperg entstammte der Familie von Auersperg, ein altes Adelsgeschlecht aus der Markgrafschaft Krain. Angehörige der Familie erhielten 1550 den Reichsfreiherrenstand und 1630 den Reichsgrafenstand. Der kaiserliche Obersthofmeister und Prinzenerzieher Johann Weikhard von Auersperg wurde im September 1653 von Kaiser Ferdinand III. in den Reichsfürstenstand in Primogenitur erhoben. Mit kaiserlichem Dekret vom November 1791 erhielten alle männlichen Nachkommen den Fürstentitel.
Vincenz Karls Vater Vincenz Nepomuk Columban Fürst von Auersperg (* 9. Juni 1790 in Prag; † 16. Februar 1812 in Wien) diente als Offizier in der österreichischen Armee. Er heiratete am 23. September 1811 in Raudnitz die Prinzessin Marie-Gabrielle von Lobkowicz (* 19. Juli 1793 in Wien; † 11. Mai 1863 ebenda), eine Tochter des österreichischen Generalmajors und Fürsten Franz Joseph Maximilian von Lobkowitz und Schwester des Unternehmers Ferdinand von Lobkowitz.

Vincenz Karl war das einzige Kind des Paares, da sein Vater bereits mit 21 Jahren und noch vor seiner Geburt verstarb. Seine Mutter Marie-Gabrielle ging keine neue Ehe ein. Er wurde daraufhin von seinem Großonkel Karl Fürst von Auersperg (* 1750; † 1822) adoptiert, da dessen Ehe kinderlos blieb. Der Ministerpräsident von Cisleithanien Adolf von Auersperg war sein Vetter väterlicherseits.

### Beruflicher Werdegang
Auersperg studierte ab 1828 Rechtswissenschaften an der Universität Wien, besuchte dort aber auch philosophische Vorlesungen. Im Anschluss diente er einige Zeit in der kaiserlichen Kammerprocuratur, um sich mit der amtlichen Dienstpraxis vertraut zu machen. Nach seiner Großjährigkeit unternahm er ausgedehnte Reisen und übernahm selbst die Verwaltung des umfangreichen Grundbesitzes der Familie, zu dem unter anderem die Allodialgüter zu Nassaberg, Setsch und Schleb mit dem Schloss Schleb sowie Unterkralowitz im Königreich Böhmen, Niederfladnitz mit der Burg Kaja in Niederösterreich, Usz und Poklén im Königreich Ungarn sowie Matrei am Brenner mit der Burg Trautson und Schloss Sprechenstein in der Grafschaft Tirol gehörten.
1835 wurde Auersperg zum kaiserlich österreichischen Kämmerer ernannt. Während der Revolution von 1848/1849 im Kaisertum Österreich trat er als Freiwilliger in die Tiroler Schützen ein und kämpfte im Italienischen Unabhängigkeitskrieg gegen die Truppen des Königreiches Sardinien-Piemont. Für seine Verdienste wurde er mit der Tiroler Medaille ausgezeichnet. 1855 gehörte er zusammen mit Anselm Salomon von Rothschild und Johann Adolf II. zu Schwarzenberg zu den Mitbegründern der K.K. privilegierten Österreichischen Kredit-Anstalt für Handel und Gewerbe und wurde zum kaiserlichen Wirklichen Geheimen Rat ernannt. Ein Jahr später war er an der Gründung des Österreichischen Vereins für Chemische und Metallurgische Produktion beteiligt.
Kaiser Franz Joseph I. ernannte Auersperg am 29. April 1860 zum lebenslänglichen außerordentlichen Mitglied im erweiterten Reichsrat und am 18. April 1861 zum Mitglied im neu gegründetem Herrenhaus, der ersten Kammer des Reichsrates, auf Lebenszeit. Er war außerdem Mitglied der ungarischen Magnatentafel und nahm als Abgeordneter der nicht fideikommissarischen Grundbesitzer von 1861 bis 1864 an den Tagungen des Böhmischen Landtages teil. Nach dem Tod von Karl von Lanckoroński-Brzezie im Mai 1863, berief ihn Franz Joseph zu dessen Nachfolger als Oberstkämmerer an den kaiserlichen Hof nach Wien. Als solcher war er unter anderem Direktor der kaiserlichen Hofbühnen und Kurator des Museums für Kunst und Industrie.  1863 veröffentlichte er anonym die Schrift Zwischen Stamm und Rinde. 1864 erwarb er Schloss Weitwörth im Herzogtum Salzburg.
Vincenz Karl Fürst von Auersperg starb am 7. Juli 1867 zehn Minuten vor Mitternacht, kurz vor seinem 55. Geburtstag in Hietzing an einer Herzlähmung. Er hatte sich im Herbst 1866 während eines Ausfluges in Weitwörth eine schwere Erkältung zugezogen, die er nie auskurieren konnte. Im Mai 1867 bezog er eine Villa im Park von Schloss Schönbrunn, die ihm von Kaiser Franz Joseph zur Verfügung gestellt wurde. Franz Joseph besuchte ihn auch dort noch wenige Tage vor seinem Tod. Am 10. Juli erfolgte die Einsegnung im Auerspergischen Palais in Wien, anschließend wurde er ins böhmische Schleb überführt und am 12. Juli in der Familiengruft bestattet. Die Gruft befindet sich in der Grabkapelle zum heiligen Kreuz neben der Pfarrkirche Mariä Geburt in Schleb. Die Grabstätte und die seiner Frau sind erhalten.
Auersberg trug den Titel eines Oberstlandmarschalls von Tirol und war seit 1865 Ritter des Ordens vom Goldenen Vlies sowie Träger des Ritterkreuzes 1. Klasse des österreichischen Ordens der Eisernen Krone, des Großkreuzes des toskanischen Ordens des heiligen Joseph und des preußischen Roten Adlerordens.

### Ehe und Nachkommen
Vincenz Karl von Auersperg heiratete am 29. April 1845 in Prag Wilhelmine Josephine Adelaide (* 16. Juli 1826 in Mailand; † 19. Dezember 1898 in Wien), eine geborene Gräfin von Colloredo-Mannsfeld und Tochter des österreichischen Feldmarschallleutnants Franz de Paula Gundaccar II. von Colloredo-Mannsfeld. Aus der Ehe gingen sechs Kinder, vier Söhne und zwei Töchter, hervor.
Der Erstgeborene Sohn Karl starb bereits 1856 im Alter von zwei Jahren. Der Drittgeborene Franz Joseph (* 20. Oktober 1856 in Wien; † 19. November 1938 in Schleb) wurde wie sein Vater erbliches Mitglied des Herrenhauses. Er heiratete 1878 die Gräfin Wilhelmine von Kinsky, eine Tochter des Fürsten Ferdinand Bonaventura Kinsky von Wchinitz und Tettau. Das Paar hatte drei Töchter und zwei Söhne. Sein jüngerer Bruder Engelbert Ferdinand (* 21. Februar 1859 in Wien; † 18. Juli 1942) war Herr auf Grünberg in Böhmen, kaiserlicher Kämmerer und Oberstleutnant der Reserve. Aus seiner 1883 geschlossenen Ehe mit Gabriele Marie Isabelle zu Hohenlohe-Langenburg, einer Tochter des österreichischen Obersten Ludwig zu Hohenlohe-Langenburg, gingen vier Kinder hervor. Der jüngste Bruder Eduard Severin (* 8. Januar 1863; † 18. März 1956) wurde ebenfalls kaiserlicher Kämmerer und war promovierter Jurist. Seiner 1885 geschlossenen Ehe mit Maria Theresia Lodovika von Schönburg-Hartenstein, eine Tochter des österreichisch-ungarischen Diplomaten und Politikers Alexander von Schönburg-Hartenstein, entstammten sieben Kinder.
Von den beiden Töchtern heiratete Marie Gabrielle Eleonore (* 21. Februar 1855 in Wien; † 1. Juni 1933 in Tachov) am 18. Juni 1877 in Wien den späteren österreichischen Ministerpräsidenten Alfred III. zu Windisch-Grätz und ihre Schwester Christiane Marie (* 26. Februar 1866 in Wien; † 12. Juli 1962 in Triest) am 16. Mai 1885 den Fürsten Hugo Weriand zu Windisch-Graetz.

## Veröffentlichungen
- Zwischen Stamm und Rinde. von einem österreichischen Edelmanne. Anonym ohne Verlag und Jahr (1863), (Digitalisat.)